# Landschaftsschutzgebiet Baumbestand „Gut Kempe“

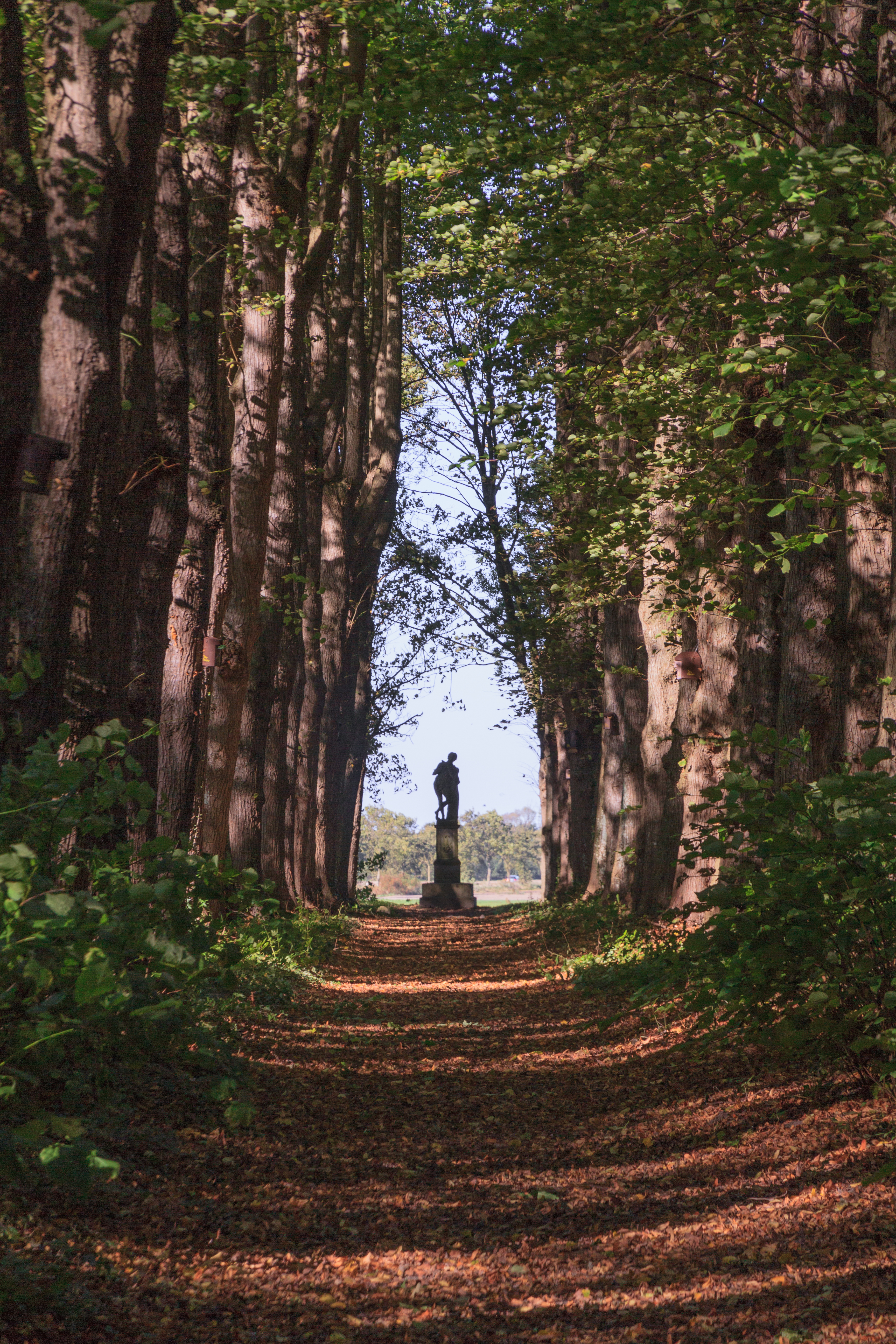
Die Lindenallee

Das Landschaftsschutzgebiet Baumbestand „Gut Kempe“ ist ein Landschaftsschutzgebiet im Landkreis Aurich des Bundeslandes Niedersachsen. Es trägt die Nummer LSG AUR 00015.

## Beschreibung des Gebiets
Das 1965 ausgewiesene Landschaftsschutzgebiet umfasst eine Fläche von 0,03 Quadratkilometern und liegt im östlichen Randbereich der Ortschaft Groothusen. Das Landschaftsschutzgebiet besteht aus einem parkähnlichen großer Garten mit einem Hofgebäude (der von der Familie Kempe bewirtschafteten Osterburg), einer Lindenallee und Zingel (Graft). Das Gebiet gilt als belebendes Strukturelement in Ortsrandlage.

## Flora und Fauna
Das Landschaftsschutzgebiet ist mit verschiedene zum Teil alten Laubbäumen mit einer abwechslungsreichen Strauch- und Krautschicht bewachsen. Einige Großbäume werden von Graureihern als Horstbäume genutzt. Zudem ist das Areal ein wertvoller Lebensraum für Frühblüher, Kleinsäuger und Kleinvögel.